# Reporteros Sin Fronteras
Reporteros Sin Fronteras o RSF (en francés: Reporters sans frontières) es una organización no gubernamental internacional y sin ánimo de lucro de origen francés, con sede permanente en París. Su objetivo es defender la libertad de prensa en el mundo y, en concreto, a los periodistas perseguidos por su actividad profesional. Esta defensa se apoya en la creencia de que todo el mundo necesita tener acceso a las noticias y a la información, lo que está en consonancia con el artículo 19 de la Declaración Universal de Derechos Humanos. RSF también tiene estatus consultivo en Naciones Unidas (ONU), la UNESCO, el Consejo de Europa y la Organización Internacional de la Francofonía.
Según Reporteros Sin Fronteras, en febrero de 2025 el periodismo independiente alrededor del mundo cayó en caos cuando el gobierno de EE. UU. suspendió los pagos a los periodistas independientes.  El gobierno de los EE. UU. es el principal sostén financiero de la prensa independiente.

## Historia
RSF fue fundada en Montpellier (Francia) en 1985 por cuatro periodistas: Robert Ménard, Rémy Loury, Jacques Molénat y Émilien Jubineau. El nombre se inspiró en el de otras organizaciones como Médicos Sin Fronteras. En 1995 se registró como organización sin ánimo de lucro. Ménard fue el primer secretario general de RSF, cargo que ocupó hasta 2008. Le sucedieron Jean-Francois Julliard y Christophe Deloire, actualmente en el cargo. Desde junio de 2017 su presidente es Pierre Haski.
En el año 2005, Reporteros Sin Fronteras recibió el Premio Sájarov a la libertad de conciencia que otorga el Parlamento Europeo, compartido con el movimiento Damas de Blanco y el abogado nigeriano Hauwa Ibrahim.
RSF es miembro de la organización Intercambio Internacional por la Libertad de Expresión (IFEX), una red mundial que agrupa a asociaciones en defensa de la libertad de expresión que supervisan las violaciones al libre ejercicio de la misma. Esta red organiza, federa o retransmite campañas conjuntas o campañas organizadas por sus miembros, en defensa de periodistas, escritores y otras personas perseguidas en el ejercicio de su derecho a la libertad de expresión. Muchos de los informes de RSF contienen o se basan en material recopilado a través de esta red.
RSF también participa en la Plataforma de la Unión Europea para la Protección de los Defensores de los Derechos Humanos.

## Estructura
La sede central de RSF se encuentra en París y de ella dependen 8 oficinas ubicadas en Río de Janeiro, Londres, Túnez, Washington D. C., Bruselas, San Francisco, Dakar y Taipéi. Además, existen 6 secciones nacionales, ubicadas en Alemania, Austria, España, Finlandia, Suecia y Suiza, organizaciones independientes que trabajan con autonomía, pero en estrecha colaboración con París. A esta red se suman también 150 corresponsales asentados por todo el mundo. 
La Junta Directiva, elegida entre los miembros de RSF, aprueba las políticas de la organización y un Consejo Internacional supervisa las actividades de la organización, además de aprobar las cuentas y los presupuestos.

### RSF España
La Sección española de RSF nació en 1995 con la misma misión y características que RSF Internacional. Cuenta con una estructura organizativa propia, ha sido declarada "de utilidad pública" y tiene el apoyo de centenares de socios. 
RSF España se proclama como una organización abierta a toda la sociedad, de forma que cualquier ciudadano comprometido con la libertad de información pueda defender sus valores como miembro de RSF. 
Entre las actividades propias de la Sección Española se encuentran la publicación del Informe Anual de la Libertad de Prensa en el Mundo; la campaña "La voz de..." en apoyo a los periodistas encarcelados; la difusión de noticias en la web y diversos informes de apoyo, así como la denuncia de actos de censura y agresiones a medios y periodistas en el ámbito español. 
Además, dada su estrecha relación con América Latina, RSF España ha impulsado el Programa de Acogida Temporal de Periodistas Perseguidos en América Latina, un proyecto de acción humanitaria financiado por el Ayuntamiento de Madrid. En 2022 celebra su V edición, ofreciendo a periodistas amenazados la posibilidad de alejarse durante tres meses de un contexto de alto estrés, proporcionándoles alojamiento, manutención y la posibilidad de expandir sus capacidades profesionales. 
Actualmente, RSF España está presidida por Alfonso Bauluz, periodista de la Agencia EFE, aunque su antecesor, el también periodista Alfonso Armada, mantiene el título de Presidente de Honor junto a María Dolores Masana. Edith Rodríguez Cachera, corresponsal de RSF Internacional, y Pilar Bernal, periodista, ocupan la vicepresidencia.

## Incidencia

### Índice de Libertad de Prensa en el Mundo
RSF publica cada año una Clasificación Mundial sobre la Libertad de Prensa. La lista se genera a partir de las respuestas obtenidas en una encuesta enviada a periodistas y especialistas de todo el mundo en la que se pregunta sobre ataques directos a periodistas y medios de comunicación, así como otras fuentes indirectas de presión contra la prensa independiente.

#### Metodología
El informe se elabora con un cuestionario enviado a las organizaciones asociadas con Reporteros Sin Fronteras (14 grupos de libertad de expresión en cinco continentes) y sus 130 corresponsales alrededor del mundo, además de periodistas, investigadores, juristas y activistas pro derechos humanos. El cuestionario pregunta tanto acerca de ataques directos a periodistas y medios, como otras formas indirectas de presión contra la libertad de prensa. El estudio también toma en consideración las presiones de grupos ajenos a los Gobiernos, como por ejemplo el terrorismo de ETA en España o la Mafia en Rusia, así como cualquier otro colectivo que, de una u otra forma, ponga en peligro real la libertad de prensa de un país
La imagen obtenida para un período dado toma en cuenta los eventos ocurridos entre el 1 de septiembre y el 31 de agosto de cada año. Considera únicamente violaciones de los derechos humanos que tienen que ver con la libertad de prensa, incluyendo atentados contra periodistas (clasificados en asesinatos, encarcelamiento, agresiones y amenazas) y contra medios de comunicación (censura, decomiso de ediciones y equipos, visitas de control y otras presiones).
Otros factores tomados en cuenta son el grado de impunidad del que se benefician los causantes de violaciones a la libertad de prensa, el marco jurídico sobre el que se asienta el ejercicio de la profesión, así como la existencia de monopolios en la prensa u otros medios, presencia de organismos de regulación y el comportamiento del Estado frente a la prensa internacional. Finalmente, se tienen en cuenta los atentados a la libertad de circulación de la información vía Internet.
Actualmente el índice compara 180 países. 

### Foro sobre Información y Democracia
En 2018, RSF creó la Comisión sobre Información y Democracia con el objetivo de establecer nuevas garantías para la libertad de expresión en el espacio global de información y comunicación. En su declaración conjunta de intenciones, el presidente de la Comisión y secretario general de RSF, Christophe Deloire, y la Premio Nobel Shirin Ebadi, identificaron una serie de factores que, actualmente, amenazan esa libertad: control político de los medios, noticias e información supeditadas a intereses particulares, la creciente influencia de actores corporativos, la desinformación en línea y la erosión de la calidad del periodismo.
Esta Comisión publicó la Declaración Internacional sobre Información y Democracia para establecer los principios, definir los objetivos y proponer formas de gobernanza para el espacio global de información y comunicación en línea. La Declaración enfatiza que las entidades corporativas con una función estructural en el espacio global tienen deberes, especialmente en lo que respecta a la neutralidad política e ideológica, el pluralismo y la responsabilidad. Se pide que se reconozca el derecho a una información diversa, independiente y fiable para poder formar una opinión libremente y participar plenamente en el debate democrático.
En el Foro de la Paz de París de 2018, 12 países pusieron en marcha un proceso político destinado a ofrecer garantías democráticas para la información y la libertad de opinión, sobre la base de los principios establecidos en la Declaración

### Iniciativa de Periodismo de Confianza
En 2018, RSF lanzó la Iniciativa de Periodismo de Confianza (JTI, Journalism Trust Initiative) junto a la Unión Europea de Radiodifusión (EBU, European Broadcasting Union), la Agencia France Press (AFP) y Global Editors Network (GEN). La JTI define indicadores para un periodismo de confianza y premia su compromiso, aportando beneficios tangibles a todos los medios de comunicación, además de apoyarlos en la creación de un espacio sano para la información. 
Esta Iniciativa se distingue de otras similares por centrarse en el proceso del periodismo y no solo en el contenido. Se espera que los medios de comunicación cumplan unas normas que incluyen transparencia en la propiedad y fuentes de ingresos, así como la prueba de una serie de garantías profesionales. 

### Acciones
La defensa de RSF de la libertad de prensa incluye misiones internacionales, la publicación de informes por país, entrenamiento de periodistas y protestas públicas. Las recientes intervenciones prácticas y de promoción a nivel mundial incluyen la apertura de un centro para mujeres periodistas en Afganistán en 2017; una protesta creativa con el artista callejero C215 en Estrasburgo por los periodistas turcos detenidos; el envío de una comisión, en julio de 2018, a Arabia Saudí para exigir la liberación de 30 periodistas; apagón de las luces de la torre Eiffel en memoria del periodista saudí asesinado, Jamal Kashoggi; entrenar a periodistas y blogueros en Siria; o la reciente apertura, junto al Institute of Mass Information (IMI) del Press Freedom Center en Lviv (Ucrania) para apoyar a la prensa ucraniana y extranjera en su cobertura de la guerra en el país. 
RSF también elabora listas de Depredadores de la Libertad de Prensa, destacando a los más atroces violadores internacionales del derecho a la libertad periodística. Asimismo, actualiza constantemente su Barómetro de la Liberad de Prensa, que monitoriza el número de periodistas, trabajadores de medios de comunicación y periodistas ciudadanos asesinados o encarcelados. Su programa Operación Libertad Colateral, puesto en marcha en 2014, proporciona acceso alternativo a sitios web censurados mediante la creación de sitios espejo. Gracias a este sistema, ya se han desbloqueado 22 webs en 12 países, entre ellos Irán, China, Arabia Saudí y Vietnam. 
La labor de RSF incluye el ofrecimiento de becas a periodistas en riesgo y apoya a los trabajadores de medios de comunicación que necesitan refugio y protección. 
Red Damocles
Debido a la impunidad de la que gozan los responsables de crímenes contra periodistas, RSF decidió crear la red Damocles en enero de 2002. Su objetivo es ayudar a las víctimas e intervenir ante los distintos órganos jurídicos competentes para que los responsables sean llevados ante la justicia. La red también ayuda a financiar asistencia legal, abogados y detectives, lo que permite la defensa de periodistas encarcelados o condenados, o heridos o asesinados para quienes la acción legal se retrasa o se niega a juzgar a los autores.También ha negociado un "seguro de misión" para reporteros gráficos, periodistas o autónomos independientes, proporcionándoles (o a sus familias) una garantía de asistencia en caso de muerte accidental, daño físico o discapacidad permanente durante su misión en todo el mundo. Finalmente, presta chalecos antibalas gratuitos a periodistas independientes y reporteros gráficos que indiquen claramente su pertenencia a la prensa.  
Internet
RSF también denuncia el filtrado de Internet, supervisa los desarrollos en técnicas digitales que amenazan las libertades civiles (incluidas las específicas de ciertos países donde se sistematiza la censura) y alerta al público en general sobre estos temas. El control de Internet es realizado en parte por autoridades públicas autoritarias y en parte por plataformas digitales privadas con un poder creciente (privatización de la censura). Esta doble amenaza puede perjudicar o incluso impedir la presentación objetiva de los acontecimientos, dificultar o imposibilitar su verificación, contravenir la pluralidad de fuentes de información y exponer la privacidad de los usuarios.  
Desde marzo de 2015, la operación "Collateral Freedom" de RSF ha puesto en línea docenas de sitios web espejo de sitios de noticias censurados Bahrain Mirror, Dan Lam Bao, Fergananews.com, Gooya News, Grani.ru, Gulf Center for Human Rights, Hablemos Press, Mingjing News y Tibet Post International.  

### Premios
El Premio Anual RSF a la Libertad de Prensa, creado en 1992, conmemora a periodistas valientes e independientes que se han enfrentado a amenazas o encarcelamientos por su trabajo y que han tenido que lidiar con el abuso de poder. TV5-Monde es socio de este premio. En 2018, RSF lanzó nuevas categorías para este galardón: coraje, independencia e impacto. 
El Premio Netizen fue creado en 2010, en colaboración con Google, como reconocimiento a las personas, incluidos blogueros y ciberdisidentes, que han impulsado la libertad de información en Internet mediante reportajes de investigación u otras iniciativas. 
Cada pocos años, RSF también otorga el anti-premio a los Depredadores de la Libertad de Prensa.

#### Ganadores del Premio RSF a la Libertad de Prensa (1992-2021)
- 1992 Zlatko Dizdarevic, Bosnia-Herzegovina
- 1993 Wang Juntao, China
- 1994 André Sibomana, Ruanda
- 1995 Christina Anyanwu, Nigeria
- 1996 Isik Yurtçu, Turquía
- 1997 Raúl Rivero, Cuba
- 1998 Nizar Nayyouf, Siria
- 1999 San San Nweh, Birmania
- 2000 Carmen Gurruchaga, España
- 2001 Reza Alijani, Irán
- 2002 Grigory Pasko, Rusia
- 2003 Ali Lmrabet, Marruecos; The Daily News, Zimbabue; Michèle Montas, Haití
- 2004 Hafnaoui Ghoul, Argelia; Zeta, México; Liu Xiaobo, China
- 2005 Zhao Yan, China; Tolo TV, Afganistán; Unión Nacional de Periodistas Somalíes, Somalia; Massoud Hamid, Siria
- 2006 Win Tin, Birmania; Novaya Gazeta, Rusia; Guillermo Fariñas Hernández, Cuba
- 2007 Seyoum Tsehaye, Eritrea; Voz Democrática de Birmania, Birmania; Kareem Amer, Egipto; Hu Jia, Zeng Jinyan, China
- 2008 Ricardo Gonzales Alfonso, Cuba; Radio Free NK, Corea del Norte; Zarganar y Nay Phone Latt, Birmania
- 2009 Amira Hass, Israel; Dosh, Chechenia
- 2010 Abdolreza Tajik, Irán; Radio Shabelle, Somalia
- 2011 Ali Ferzat, Siria; Weekly Eleven News, Birmania
- 2012 Mazen Darwish, Siria; 8Sobh, Afganistán
- 2013 Muhammad Bekjanov, Uzbekistán; Uthayan, Sri Lanka
- 2014 Sanjuana Martínez, México; FrontPage Africa, Liberia; Raif Badawi, Arabia Saudí
- 2015 Zeina Erhaim, Siria; Zone9, Etiopía; Cumhuriyet, Turquía
- 2016 Hadi Abdullah, Siria; 64Tianwang Archivado el 17 de febrero de 2020 en Wayback Machine., China; Lu Yuyu y Li Tingyu, China
- 2017 Tomasz Piatek, Polonia; Medyascope, Turquía; Soheil Arabi, Irán
- 2018 Swati Chaturvedi, India; Matthew Caruana Galizia, Malta; Inday Espina-Varona, Filipinas; Carole Cadwalladr, Reino Unido
- 2019 Eman al-Nafjan, Arabia Saudí; Pham Doan Trang, Vietnam; Caroline Muscat, Malta
- 2020 Lina Attalah, Egipto; Elena Milashina, Bielorrusia; Jimmy Lai, Hong Kong
- 2021 Zhang Zhan, China; Proyecto Pegasus, de la red Forbidden Stories, Francia; Majdoleen Hassona, Palestina
- 2022 - Sin datos
- 2023 - Juan Pablo Barrientos, Colombia; Mohamed Oxygen, Egipto; José Rubén Zamora, Guatemala; Karine Pierre, Francia.[15]

#### Premio Netizen
- 2010 Change for Equality, activistas por los derechos de las mujeres, Irán
- 2011 Nawaat, blogueros, Túnez
- 2012 Comités de Coordinación Local de Siria, Centro de medios de comunicación, periodistas ciudadanos y activistas, Siria
- 2013 Huynh Ngoc Chenh, bloguero, Vietnam[16]
- 2014 Raif Badawi, bloguero, Arabia Saudí
- 2015 Zone9, colectivo de blogueros, Etiopía
- 2016 Lu Yuyu y Li Tingyu, periodistas ciudadanos, China

## Publicaciones
RSF publica un informe anual acerca de los periodistas asesinados o detenidos por el ejercicio de su profesión. Durante el año 2021, un total de 47 profesionales de la comunicación fueron asesinados, junto a 4 colaboradores. Por otro lado, la cifra de periodistas encarcelados se elevó hasta 313. A pesar de lo elevado de las cifras, 2012 y 2013 fueron los años más mortíferos para la profesión desde que RSF elabora el recuento, con un total de 136 y 138 asesinados, respectivamente. En 2014, las áreas más peligrosas para los periodistas fueron Siria, Palestina, Ucrania, Irak y Libia. Actualmente, en 2022, el número de asesinados ya alcanza los 55 y 538 se encuentran encarcelados. 
Además de sus informes por país, región y temática, RSF también edita trianualmente su álbum 100 fotos por la Libertad de Prensa como herramienta de promoción y recaudación de fondos. Es  una importante fuente de ingresos para la organización, recaudando casi una cuarta parte de sus fondos en 2018. 

### Informes destacados
- 2016 La libertad de expresión bajo un estado de emergencia, Turquía
- 2016 Cuando los oligarcas van de compras
- 2017 ¿Quién posee los medios de comunicación en Francia?[17]
- 2018 Derechos de la mujer: tema prohibido[18]
- 2018 Periodistas: la pesadilla del crimen organizado[19]
- 2018 Camboya: la prensa independiente, en ruinas[20]
- 2019 La búsqueda de China de un nuevo orden mundial en los medios de comunicación[21]
- 2019 Monitor de propiedad de los medios de comunicación, Pakistán (con Freedom Network)[22]
- 2021 El gran salto atrás del periodismo en China[23]
- 2022 Información y pruebas que evidencian que el periodista ucraniano Maks Levin fue asesinado[24]
- 2022 Las marionetas del presidente Sisi, Egipto[25]

### Comunicados
El 22 de febrero de 2020, RSF emitió un comunicado condenando el llamamiento de los Cuerpos de la Guardia Revolucionaria Islámica (IRGC) para la detención de periodistas en Irán. La inteligencia de IRGC convocó a algunos periodistas y prohibió cualquier actividad de los medios de comunicación. Reporteros Sin Fronteras describió las acciones de la inteligencia de IRGC como "arbitrarias e ilegales" y dirigidas a "impedir que los periodistas se informen en las redes sociales". Tras el brote de coronavirus en Irán, RSF lanzó otro comunicado en el que expresaba su preocupación por la salud de los periodistas encarcelados
El 16 de abril de 2020, RSF escribió a dos relatores especiales de Naciones Unidas para la Libertad de Expresión y Salud, urgiéndoles a lanzar advertencias severas a los Gobiernos que restringían la libertad de expresión en el contexto de la pandemia. La carta, firmada por el director de RSF, Christian Mihr, establecía: "la libertad de prensa y el acceso a la información son más importantes que nunca en la época de la pandemia del coronavirus"
El 21 de abril de 2020, la sede de RSF en París afirmó que la pandemia había amplificado y destacado múltiples crisis y ensombrecido la libertad de prensa. El Alto representante de la UE, Josep Borrell, estableció que la pandemia no debía utilizarse para justificar la limitación de las libertades democráticas y civiles, y que el Estado de Derecho y los compromisos internacionales debían ser respetados. También dijo que la libertad de expresión y el acceso a la información no debían limitarse y que las medidas adoptadas contra la pandemia no debían utilizarse para restringir la labor de los defensores de los derechos humanos, los reporteros, el personal de los medios de comunicación y las instituciones de la sociedad civil
El 25 de junio de 2020, RSF emitió otro comunicado llamado El arrepentimiento forzado online, el nuevo método de represión en Irán. De acuerdo con este informe, la Guardia Revolucionaria hizo llamar a algunos periodistas, escritores y activistas de derechos humanos para amenazarlos con la cárcel, forzándolos así a expresar su arrepentimiento o disculpas por publicar artículos y comentarios en el ciberespacio, en un intento por silenciarlos. 

## Financiación
El presupuesto de RSF en 2018 era de 6.1 millones de euros. El 50% de los ingresos de la organización proceden de subvenciones públicas; el 12% de fundaciones; el 24% de la publicación de los álbumes de fotos; y el 9% de donaciones públicas. 
Entre las fundaciones que apoyan el trabajo de RSF destacan la Fundación Adessium, la Dirección General de Cooperación Internacional y Desarrollo, la Agencia Internacional de Cooperación para el Desarrollo Sueca y Pierre Omidyar. 
RSF ha sido criticada por aceptar financiación de la Fundación Nacional para la Democracia (NED, National Endowment for Democracy) de Estados Unidos y del Centro para una Cuba Libre. En respuesta, el secretario general, Robert Ménard, declaró que la financiación de la NED ascendía al 0,92% del presupuesto y que se utilizaba para apoyar a periodistas africanos y a sus familias. Además, RSF cesó su relación con la organización cubana en 2008. 

## Reconocimientos
RSF ha recibido múltiples premios internacionales en reconocimiento a sus logros: 
- 1992 Premio Lorenzo Natali de la Comisión Europea, por la defensa de los derechos humanos y la democracia
- 1997 Premio Periodismo y Democracia de la Asamblea Parlamentaria de la Organización para la Seguridad y la Cooperación en Europa (OSCE)
- 2005 Premio Sakharov del Parlamento Europeo compartido en la categoría de "Libertad de Pensamiento" con la abogada de derechos humanos nigeriana Hauwa Ibrahim y el movimiento cubano Damas de Blanco
- 2006 Premio a la Democracia y los Derechos Humanos en Asia, de la Fundación de Taiwán por la Democracia
- 2007 Premio Dawit Isaak de la Asociación de Publicistas Suecos
- 2008 Premio Kahil Gibran a la Excelencia Institucional del Instituto Árabe Estadounidense
- 2009 Premio Roland Berger a la Dignidad Humana, compartido con la abogada de derechos humanos y Premio Nobel de la Paz, Shirin Ebadi
- 2009 Medalla Carlomagno a los medios de comunicación europeos
- 2012 Premio Club Internacional de Prensa, en Madrid
- 2013 Premio a la Libertad de Expresión de la Asociación Internacional de Clubes de Prensa, en Varsovia
- 2014 Premio a la Democracia de la ciudad de Bonn (Alemania)
- 2019 Premio Dan David a la Defensa de la Democracia, compartido con Michael Ignatieff

RSF fue criticada por aceptar el Premio Dan David, concedido por la Fundación Dan David de Israel, debido a los supuestos periodistas palestinos muertos o detenidos en Gaza.